# Komensky (Wisconsin)
Komensky es un municipio del condado de Jackson, Wisconsin, Estados Unidos. Tiene una población estimada, a mediados de 2022, de 464 habitantes.

## Geografía
Está ubicado en las coordenadas 44°22′36″N 90°38′15″O / 44.37667, -90.63750 (44.376633, -90.637495). Según la Oficina del Censo, tiene una superficie total de 154.1 km², de los cuales 153.4 km² corresponden a tierra firme y 0.7 km² están cubiertos de agua.

## Demografía
Según el censo de 2020, en ese momento había 505 personas residiendo en la zona. La densidad de población era de 3.3 hab./km². El 57.82% de los habitantes eran amerindios, el 32.48% eran blancos, el 3.96% eran afroamericanos, el 0.79% eran asiáticos, el 0.79% eran de otras razas y el 4.16% eran de una mezcla de razas. Del total de la población, el 3.96% eran hispanos o latinos de cualquier raza.